# Байджієві
Байджієві (Lipotidae) — родина річкових дельфінів, що містить функціонально вимерлий рід Lipotes із Китаю, викопний рід Parapontoporia з пізнього міоцену та пліоцену на тихоокеанському узбережжі Північної Америки, рід Prolipotes представляє неоген прибережних відкладень у Гуансі, Китай.

## Склад родини Lipotidae
- Lipotes (можливо вимер)
  - Lipotes vexillifer (можливо вимер)
- †Parapontoporia
  - †P. pacifica
  - †P. sternbergi
  - †P. wilsoni
- †Prolipotes
  - †P. yujiangensis

## Склад надродини Lipotoidea
До надродини Lipotoidea окрім представників титульної родини Lipotidae також включають два роди, які класифікуються як incertae sedis: †Delphinodon, †Heterodelphis